# Muzio Attendolo (incrociatore)
Il Muzio Attendolo fu un incrociatore leggero della Regia Marina italiana, appartenente alla classe Condottieri tipo Raimondo Montecuccoli. Venne così battezzato in onore del condottiero del XV secolo Muzio Attendolo detto Sforza.
Venne impostato nel 1931 nei Cantieri Riuniti dell'Adriatico di Trieste, varato nel 1934 ed entrò in servizio nel 1935. Nel periodo prebellico i comandanti dell'unità furono i capitani di vascello 
- Manlio Tarantini (dal 7 agosto 1935 al 30 novembre 1936),

- Francesco Mazzola (dal 1º dicembre 1936 al 6 ottobre 1937) e

- Guido Mengoni (dal 7 ottobre 1937 al 28 maggio 1938);

fu affondato per bombardamento aereo americano sul porto di Napoli il 4 dicembre 1942.

## Attività bellica
Durante la seconda guerra mondiale, dotata di idrovolanti IMAM Ro.43, prese parte alla battaglia di Punta Stilo del 9 luglio 1940 e fece parte alla scorta del convoglio M.42 che culminò nella prima battaglia della Sirte del 17 dicembre 1941. Venne poi impiegato nella scorta ai convogli tra Napoli e Bengasi o verso l'Albania Nell'estate successiva prese parte alla battaglia di mezzo agosto (10 - 15 agosto 1942), durante la quale il 13 agosto venne colpito da un siluro del sommergibile britannico Unbroken che causò la completa asportazione della prua. La nave venne quindi rimorchiata all'interno della base navale di Messina sede del Comando Militare Marittimo Autonomo in Sicilia per raggiungere successivamente Napoli per i lavori di riparazione.

### Il giorno di Santa Barbara
Mentre si trovava nella città partenopea il 4 dicembre 1942, giorno di Santa Barbara, vi fu un bombardamento da parte dei B-24 statunitensi partiti dall'Egitto che arrivarono indisturbati sulla città in quanto scambiati per una formazione di Ju 52 tedeschi, sganciando le loro bombe da oltre 6000 metri di altitudine, nel tentativo di colpire le navi da battaglia presenti nel porto.
Le bombe mancarono il bersaglio principale, ma vennero colpite altre navi militari presenti.
L'Eugenio di Savoia ebbe 17 morti e 46 feriti e danni alla parte posteriore dello scafo riparabili in 40 giorni. Il Montecuccoli venne colpito da una bomba a centro nave proprio dentro un fumaiolo che venne disintegrato lasciando al suo posto un cratere, ma la protezione della corazzatura riuscì a salvare la nave che ebbe 44 morti e 36 feriti ed ebbe bisogno di ben sette mesi di lavori.
Il Muzio Attendolo venne colpito al centro da una o due bombe e venne danneggiato sotto la linea di galleggiamento, diversi incendi scoppiarono nella parte poppiera della nave. Quando gli incendi vennero domati la nave non era stata ancora messa in salvo, ma un allarme di un nuovo attacco aereo, rivelatosi poi falso, fece sospendere le operazioni di soccorso e quando queste ripresero era ormai troppo tardi, in quanto la nave si era inclinata affondando. 
Alla fine tra l'equipaggio si contarono 188 morti (tra cui il comandante, CV Mario Schiavuta ed il comandante in 2^, CF Ugo Mazzola) e 46 feriti. Anche tra l'equipaggio della corazzata Littorio vi fu un morto, mentre tra le 150 e le 250 vittime vi furono tra la popolazione civile.
Per il Muzio Attendolo la stima delle operazioni di recupero e dei lavori di riparazione era da dieci mesi ad un anno, ma lo scafo venne recuperato e demolito al termine del conflitto.
Durante la guerra aveva compiuto 25 missioni di guerra percorrendo 29.235 miglia.

## Comandanti nel periodo bellico
- Capitano di vascello Federico Martinengo dal 29 maggio 1938 al 9 dicembre 1940;

- Capitano di vascello Giorgio Conti dal 10 dicembre 1940 al 1º agosto 1941;

- Capitano di vascello Mario Schiavuta (+) dal 2 agosto 1941 al 4 dicembre 1942.